# Устинов, Александр Захарович
Александр Захарович Устинов (10 октября 1898, Солигаличский уезд, Костромская губерния — 20 апреля 1963, Москва) — советский военачальник, генерал-лейтенант авиации, начальник штаба 4-й воздушной армии.

## Биография
В РККА с 1918 года. Участвовал в Гражданской войне на Южном фронте.
Окончил в 1922 году 83-и Славянские командные курсы. Служил на должностях командира взвода и помощника командира пулеметной роты. В 1927 году окончил курсы при 12-й Ульяновской дважды Краснознамённой школе командного состава имени В. И. Ленина. После окончания курсов командовал пулеметной ротой.
В 1930—1933 годах обучался в Военной академии имени М. В. Фрунзе.
В 1933—1935 годах служил в штабе ВВС Украинского ВО. После расформирования в мае 1935 года Украинского военного округа назначен временно исполняющим должность начальника штаба ВВС Харьковского ВО. 14 марта 1936 года присвоено звание майора.
В 1936—1937 годах обучался в академии Генерального штаба РККА. В сентябре 1937 года назначен исполняющим должность командующего ВВС Харьковского ВО. 19 февраля 1938 года присвоено звание полковника.
В августе 1938 года назначен заместителем начальника штаба Управления ВВС РККА. 9 октября 1938 года присвоено звание комбрига.
В должности начальника штаба авиации 1-й армейской группы участвовал в военных действиях на Халхин-Голе и 17 ноября 1939 году награжден орденом Красной Звезды.
4 июня 1940 года присвоено звание генерал-майора авиации. В августе 1940 года назначен начальником штаба ВВС Одесского ВО.
После начала Великой Отечественной войны генерал-майор Устинов был назначен начальником штаба ВВС 9-й отдельной армии и участвовал в пограничных боях. После расформирования управления армии был назначен начальником штаба ВВС Южного фронта. Руководил работой штаба во время проведения Львовско-Черновицкой, Киевской и Тираспольско-Мелитопольской оборонительных операций и 5 ноября 1941 года награжден орденом Красного Знамени.
7 мая 1942 года генерал-майор Устинов был назначен начальником штаба 4-й воздушной армии. Осуществлял руководство штабом армии во время проведения Харьковской, Моздок-Малгобекской, Нальчикско-Орджоникидзевской оборонительных операций Южного, Северо-Кавказского и Закавказского фронтов. Отличился во время проведения Северо-Кавказской наступательной операции Северо-Кавказского фронта и 28 апреля 1943 года «за хорошую работу и умелое руководство боевой работой штабов частей армии» награжден орденом Кутузова II степени.
7 августа 1943 года присвоено звание генерал-лейтенанта авиации. Руководил работой штаба во время проведения Керченско-Эльтигенской десантной операции, боев на Кубани, Новороссийско-Таманской и Крымской наступательных операций и 11 мая 1944 года награжден орденом Суворова II степени.
В июле 1944 года назначен командующим ВВС Уральского ВО. 3 ноября 1944 года «за долголетнюю и безупречную службу в Красной армии» награжден вторым орденом Красного Знамени. 21 февраля 1945 года «за выслугу лет в Красной армии» награжден орденом Ленина.
17 мая 1946 года назначен начальником Оперативного Управления Главного штаба ВВС Советской Армии. 7 января 1949 года назначен начальником кафедры оперативного искусства авиационного факультета Высшей военной академии имени К. Е. Ворошилова. 20 июня 1949 года «за долголетнюю и безупречную службу в Вооруженных силах СССР» награжден третьим орденом Красного Знамени.
10 июля 1955 года отчислен в распоряжение Главнокомандующего ВВС. 23 августа 1956 года уволен в отставку по болезни.
Похоронен в Москве на Введенском кладбище.